# Anemonella
Anemonella é um género botânico pertencente à família Ranunculaceae.